# Samyj poslednij den
Samyj poslednij den (russisk: Самый последний день) er en sovjetisk spillefilm fra 1972 af Mikhail Uljanov.

## Medvirkende
- Mikhail Uljanov som Kovaljov
- Vjatjeslav Nevinnyj som Stepan Danilovitj Stepesjko
- Igor Kasjintsev som Grisja
- Bohdan Stupka som Valerij
- Mikhail Zjigalov